# Ernst Scholz (Politiker, 1913)
Ernst Scholz (* 19. Juli 1913 in Berlin; † 12. Juni 1986 in Ost-Berlin) war Minister für Bauwesen und Stellvertreter des Ministers für Auswärtige Angelegenheiten der DDR.

## Leben
Als Jugendlicher war Scholz in den 1920er Jahren aktiv bei den Pfadfindern, in der Wandervogelbewegung und Mitglied des Arbeitersportvereins „Fichte“. Er studierte von 1932 bis 1933 Bauwirtschaft an der Technischen Hochschule Berlin, dem Bauhaus Berlin und nach dessen Schließung 1933 bis 1934 Architektur an der École Spéciale d’Architecture in Paris.
Nach dem Architekturstudium arbeitete Scholz in Deutschland als freischaffender Architekt. 1934 wurde er Mitglied der sich in der Illegalität befindenden Kommunistischen Partei Deutschlands (KPD) und arbeitete für die ebenfalls verbotene Rote Hilfe Deutschlands. Im selben Jahr war er an einem misslungenen Versuch beteiligt, Ernst Thälmann aus dem Gefängnis zu befreien. Ende 1937 emigrierte er über die Tschechoslowakei, die Schweiz und Frankreich nach Spanien, wo er 1938 bis 1939 als Angehöriger der XI. Internationalen Brigade am Spanischen Bürgerkrieg teilnahm, unter anderem am 2. Einsatz, der Schlacht am Ebro. 1939 in Frankreich in (St. Cyprien und Gurs) sowie den Gefängnissen Pau und Bordeaux interniert, gelang ihm 1940 mit drei Kameraden die Flucht. Bis März 1945 beteiligte er sich am bewaffneten Kampf der Résistance als MG-Schütze (FIPF/FFI und 13. Gebirgsjäger-Bataillon). In dieser Zeit war er Mitglied der Bewegung Freies Deutschland im Westen (BFDW/CALPO) beziehungsweise des im September 1944 gebildeten Komitees „Freies Deutschland für den Westen“, dessen Sekretär der Gebietskörperschaft mit Sitz in Lyon er war.
1945 kehrte er nach Deutschland zurück. 1946 trat Scholz der Sozialistischen Einheitspartei Deutschlands (SED) mit ihrer Gründung bei. Er war 1945 bis 1949 Leiter der Abteilung Landwirtschaft und Wirtschaftsplanung der Landesregierung Brandenburg. 1949 wurde er stellvertretender Leiter der Hauptverwaltung Wirtschaftsplanung und anschließend Leiter der Hauptverwaltung Bauwesen bei der Deutschen Wirtschaftskommission, danach war er Leiter der Hauptverwaltung Bauindustrie beim Ministerium für Bauwesen. Scholz war von 1950 bis 1953 Leiter der Abteilung Wirtschaftspolitik beim Zentralkomitee der SED. Neben seiner Tätigkeit als Direktor des VEB Bau-Union Rostock sowie als Mitglied der Stadtleitung Rostock der SED absolvierte er 1954 bis 1956 ein postgraduales externes Studium an der Universität Rostock, an der er 1963 zum Dr. rer. oec. promoviert wurde. 1956 bis 1958 war er Bevollmächtigter der Regierung der DDR für die arabischen Staaten, bevor er von August 1958 bis 1963 als Minister für Bauwesen und Abgeordneter der Volkskammer wirkte. Hiernach war er 1963 bis 1968 als Beauftragter der Regierung der DDR für die Arabischen Staaten in der VAR (Ägypten) im Range eines Botschafters tätig. Von 1968 bis 1973 war er Staatssekretär und erster stellvertretender Minister für Auswärtige Angelegenheiten, bevor er 1974 bis 1976 Außerordentlicher und Bevollmächtigter Botschafter der Regierung der DDR in der Republik Frankreich wurde. Nach seiner Pensionierung bekleidete er von 1976 bis 1986 noch das Amt des Präsidenten der Freundschaftsgesellschaft DDR – Frankreich.

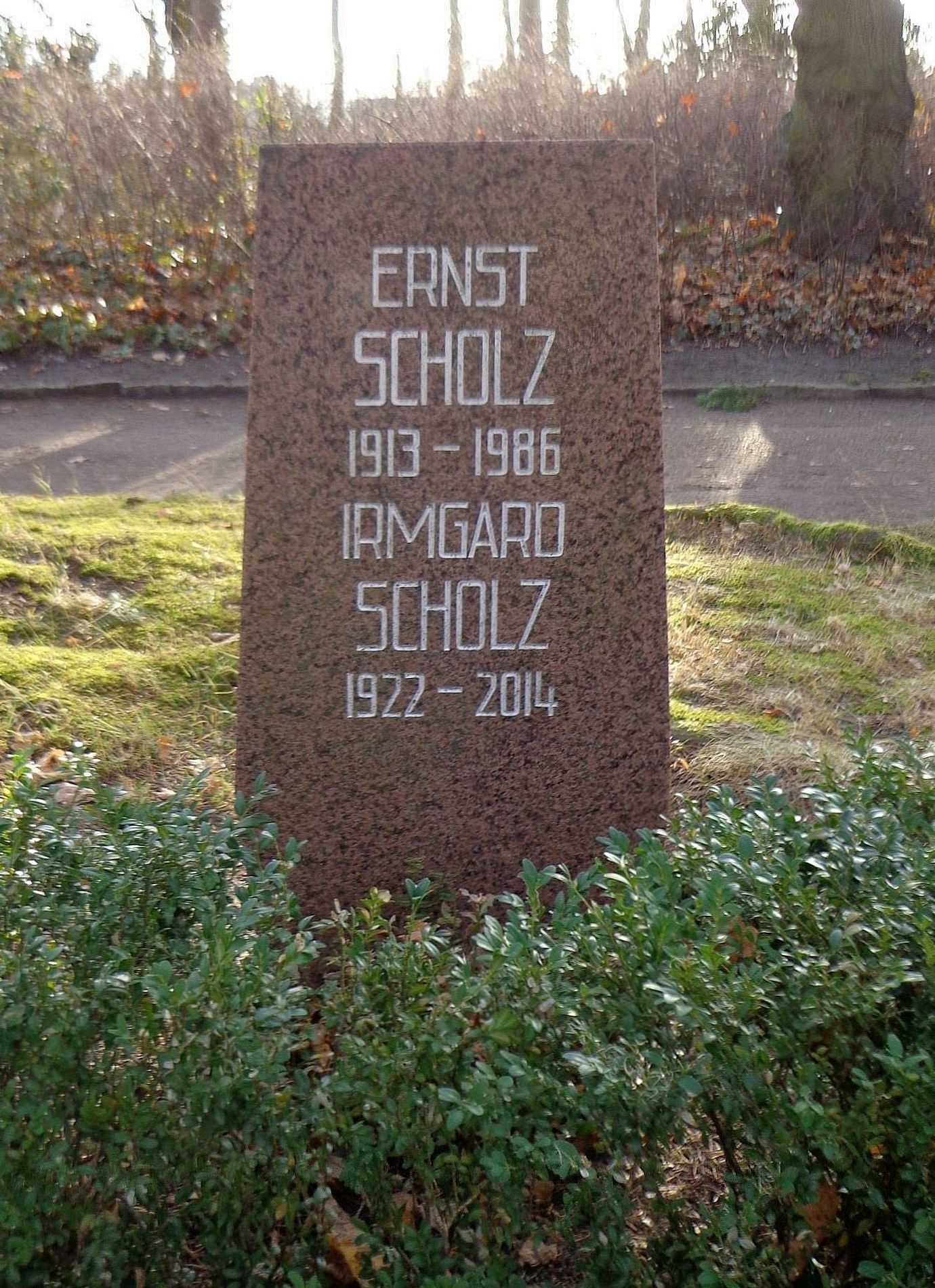
Grabstätte

Ernst Scholz erhielt 1958 die Medaille für Kämpfer gegen den Faschismus, 1963 das Banner der Arbeit, 1973 den Vaterländischen Verdienstorden in Gold, 1974 wurde er Ehrenbürger der Stadt Ivry-sur-Seine in Frankreich, 1976 erhielt er den Karl-Marx-Orden und 1978 die Ehrenspange zum Vaterländischen Verdienstorden. Weiterhin wurden ihm die französischen Auszeichnungen Croix du combattant volontaire de la Résistance und die Médaille commémorative de la guerre 1939–1945 für seine Teilnahme am französischen Widerstandskampf verliehen. Seine Urne wurde in der Grabanlage Pergolenweg des Berliner Zentralfriedhofs Friedrichsfelde beigesetzt.